# Ricardo Serrano
Ricardo Serrano Gonzalez (født 4. august 1978) er en spansk tidligere professionel cykelrytter.